# Gemarkung Oberholz
Die Gemarkung Oberholz liegt im Gemeindegebiet von Langenaltheim im Landkreis Weißenburg-Gunzenhausen (Mittelfranken, Bayern). Die Gemarkung hat eine Fläche von 2,758 km² und ist in 17 Flurstücke aufgeteilt, die eine durchschnittliche Fläche von 162.243,14 m² haben. Benachbarte Gemarkungen sind Mühlheim im Süden und Osten, Solnhofen im Nordosten und Langenaltheim im Westen.
Die Gemarkung ist größer als das Oberholz, das bis zur Gemeindegebietsreform in Bayern ein Gemeindefreies Gebiet im Landkreis Weißenburg in Bayern mit einer Fläche von 1,207 km² war.